# ミチ・ヤマト
ミチ・ヤマト （Michi Yamato、1965年
1月16日 - ） は、日本・アメリカ合衆国で活動する俳優、スタントマン、スタント・コーディネーター。東京都新宿区出身。
アクションチーム「サムライ・アクション」、カラテ・スクール「サムライ・カラテ・スタジオ」、アクションスクール「サムライ・ステージ・コンバット・アカデミー」代表。シリウス・エンターテイメント米国代表。東京都立杉並高等学校、東京国際大学卒業。

## 概要
滝一也ら友人と自主制作した映画『ダブルライダーVSショッカー』がきっかけで1981年に大野剣友会に入門し、岡田勝に師事。大野剣友会の準会員となり、行川アイランドで行われた『仮面ライダースーパー1』のステージショーの戦闘員役でデビュー。その後、20歳の時に大野剣友会を退会。
1988年に小学館主催のコンテスト「仮面ライダーグランプリ」に事務局長として関わったのがきっかけで、小学館にててれびくん及び絵本などをフリー編集者として手がける。
編集者時代にアメリカ合衆国を訪れた際に「剣友会のアクションをアメリカに持ち込めば凄い物が出来る」と考えるようになり、1992年（1993年とも）にアメリカ合衆国に渉る。
渡米後、スタントではビザが取れないと弁護士に宣告された為、日系雑誌の編集者として働き、永住権を得る。1995年に放送された、『マスクド・ライダー』のオーディションを受け、同作の2ndユニット監督で米国デビュー。
2002年にはアクションスクールサムライ・カラテ・スタジオを設立した。

## 参加作品

### テレビドラマ（出演）
- ロボット8ちゃん(1981 - 1982) - テレコミー
- ペットントン(1983 - 1984)
- 超電子バイオマン(1984 - 1985) - メカクローン
- マスクド・ライダー Masked Rider(1995 - 1996)  - マスクド・ライダー
- ビッグ・バッド・ビートルボーグ Big Bad Beetleborgs(1996) - ノシック（第5話まで）、ホワイトブラスター、レッドストライカー

### 映画（出演）
- Shogun Cop Shogun Cop(1999) - ケン※主演
- バベル　Babel(2006) - 日本人少年の声
- ワイルドスピードX3 TOKYO DRIFT The Fast and the Furious: Tokyo Drift(2006) - 日本人の声
- 硫黄島からの手紙  Letters from Iwo Jima(2006) - 火炎放射で焼かれる日本兵の声、エキストラの声
- オーシャンズ13 Ocean's Thirteen(2007) - 行司
- ジャンパー Jumper (2008) - 声の出演
- スピード・レーサー Speed Racer(2008)  - 忍者の声
- ウルヴァリン:SAMURAI The Wolverine(2013)  - ADRボイスアーティスト
- ゴースト・イン・ザ・シェル Ghost in the Shell(2017) - ループグループ・ボイス

### その他（出演）
- ぽかぽか地球家族(2003)

### テレビドラマ（スタッフ）
- マスクド・ライダー(1995) Masked Rider(1995) - スタント・コーディネーター、セカンドユニット監督※シーズン1のみ
- ビッグ・バッド・ビートルボーグ Big Bad Beetleborgs(1996 - 1997) - スタント・コーディネーター、セカンドユニット監督
- ビートルボーグ・メタリックス Beetleborgs Metallix(1997 - 1998) - スタント・コーディネーター、セカンドユニット監督

### 映画（スタッフ）
- Shogun Cop Shogun Cop(1999) - アクション監督、原案
- 漂流街 THE HAZARD CITY(2000) - スタント・コーディネーター
- ウルヴァリン:SAMURAI The Wolverine(2013)  - 声優キャスティング

### 舞台（スタッフ）
- 仮面ライダー 戦闘員日記2(2001) - エグゼクティブプロデューサー
- ドラゴンファンタジー(2009) - プロデューサー